# Shanghaier Institut für Weltraumantriebe
Das Shanghaier Institut für Weltraumantriebe (chinesisch 上海空間推進研究所 / 上海空间推进研究所, Pinyin Shànghǎi Kōngjiān Tuījìn Yánjiūsuǒ), aus historischen Gründen auch „Institut 801“ (801所) genannt, ist eine Einrichtung der Akademie für Flüssigkeitsraketentriebwerkstechnik, wo man Triebwerke mittlerer und kleiner Schubkraft, Lageregelungstriebwerke und Hallantriebe entwickelt.
Der Sitz des Instituts befindet sich im Stadtbezirk Xuhui von Shanghai, Volksrepublik China.

## Geschichte
Das Institut für Weltraumantriebe geht zurück auf das ursprünglich in Peking angesiedelte „Labor 21“ (21所) des 2. Zweiginstituts des 5. Forschungsinstituts des Verteidigungsministeriums, wo man sich ursprünglich mit den elektronischen Systemen für Steuerung und Lenkung ballistischer Raketen befasste. Die „2“ in „Labor 21“ stand für „2. Zweiginstitut“, die „1“ für „1. Labor“ (die Labors waren aus Tarnungsgründen nicht durchgehend nummeriert). Nachdem am 21. März 1962 der Erstflug der Mittelstreckenrakete Dongfeng 2 mit einem Fehlschlag geendet hatte, kam es 1963 bei den Zweiginstituten des 5. Forschungsinstituts zu einer Reorganisation. Jedem Zweiginstitut wurde ein Raketentyp zugeteilt. So war das 1. Zweiginstitut nun ausschließlich für Boden-Boden-Raketen zuständig, während sich das 2. Zweiginstitut auf den Nachbau der sowjetischen Flugabwehrrakete S-75 mit ihrem anspruchsvollen Leitsystem konzentrieren sollte. Hiermit befasste sich bereits seit 1961 das Zweite Büro für Maschinenbau und Elektrotechnik Shanghai, eine Einrichtung der Stadt Shanghai. Am 1. Juni 1964 wurde das gesamte 2. Zweiginstitut aus der Volksbefreiungsarmee entlassen, das Labor 21 wurde zusammen mit vier weiteren Labors zur Unterstützung des Zweiten Büros von Peking nach Shanghai verlegt.
Als man beim Zweiten Büro im Herbst 1969 mit der Entwicklung der zweistufigen Trägerrakete Feng Bao 1 begann, wurde das Labor in „Shanghaier Forschungsinstitut für Raumfahrt-Kraftmaschinen“ (上海航天动力机械研究所) umbenannt. Die Haupttriebwerke für die Rakete wurden auf der Basis 067 im nordchinesischen Shaanxi entwickelt, das Shanghaier Forschungsinstitut war für Entwicklung und Herstellung der Lageregelungstriebwerke zuständig. Das Zweite Büro für Maschinenbau und Elektrotechnik wurde 1982 zunächst in „Shanghaier Raumfahrtbüro“ umbenannt, 1993 dann in „Shanghaier Akademie für Raumfahrttechnologie“. Am 1. Juli 1999 wurde die Firma als „Achte Akademie“ in das System der Unternehmensbereiche der an jenem Tag gegründeten China Aerospace Science and Technology Corporation eingegliedert. Dementsprechend wurde das Forschungsinstitut für Raumfahrt-Kraftmaschinen in „Institut 801“ umbenannt, also „1. Institut der 8. Akademie“.
Im Laufe seiner Geschichte hatte das Institut nicht nur Lageregelungstriebwerke für Trägerraketen, sondern auch für Flugabwehrraketen hergestellt. Das hauptsächliche Arbeitsgebiet der China Aerospace Science and Technology Corporation lag jedoch bei der Raumfahrt, das Institut 801 stellte auch Triebwerke von mittlerer und kleiner Schubkraft für Satelliten, die Shenzhou-Raumschiffe und Tiefraumsonden her. Um dies besser zum Ausdruck zu bringen, wurde das Institut 801 mit Wirkung vom 1. Januar 2007 in „Shanghaier Institut für Weltraumantriebe“ umbenannt.
2008 wurde das Institut für Weltraumantriebe schließlich aus der Shanghaier Akademie für Raumfahrttechnologie herausgelöst und – unter Beibehaltung seines Namens und seines Firmensitzes in Shanghai – der Akademie für Flüssigkeitsraketentriebwerkstechnik (AALPT) in Xi’an zugeordnet. Auch die Fabrik 203 (203厂) in Pudong, wo die in Xuhui entwickelten Triebwerke hergestellt werden, ging in die Zuständigkeit der AALPT über.

## Hallantriebe
Mitte der 1960er Jahre begann das Institut für Elektrotechnik der Chinesischen Akademie der Wissenschaften (中国科学院电工研究所) mit Unterstützung von Qian Xuesen, damals stellvertretender Leiter des 5. Forschungsinstituts des Verteidigungsministeriums, mit der Entwicklung von elektrischen Antrieben für Raumflugkörper, ein Konzept, das von Hermann Oberth 1923 erstmals vorgestellt und 1964 von dem amerikanischen Physiker Harold R. Kaufman (1926–2018) bei einem Suborbitalflug (Space Electric Rocket Test-1) erfolgreich getestet worden war.
Dies war der Beginn der Ionentriebwerksforschung in China. 1967 hatte das Institut für Elektrotechnik zwei Labormodelle mit Quecksilber als Stützmasse und einem Durchmesser des Ionenstrahls von 6 cm bzw. 12 cm hergestellt. 1981 wurde ein gepulstes Plasmatriebwerk des Instituts bei einem Flugversuch für die Lageregelung einer hoch fliegenden ballistischen Rakete getestet.
Parallel zur Akademie der Wissenschaften arbeitete man auch in der Industrie an elektrischen Antrieben. 1974 schlug Jin Jianzhong (金建中, 1919–1989), stellvertretender Leiter des Physikalischen Forschungsinstituts der Chinesischen Akademie für Weltraumtechnologie, dementsprechende Forschungen vor. Nach theoretischen Vorarbeiten präsentierte das Institut 1986 das LIPS-80 mit einem Ionenstrahl von 8 cm Durchmesser, das, ebenfalls mit Quecksilber als Stützmasse, bei einer Leistungsaufnahme von 240 W einen Schub von 5 mN erzeugte und einen spezifischen Impuls von 2700 s hatte.
Auch im Shanghaier Forschungsinstitut für Raumfahrt-Kraftmaschinen hatte man sich mit Ionenantrieben befasst. Mitte der 1980er Jahre wurde jedoch aufgrund mangelnden Bedarfs die diesbezügliche Forschung zunächst eingestellt. Nach gründlichem Studium der Entwicklung und Anwendung von elektrischen Antrieben im Ausland begann das Forschungsinstitut für Raumfahrt-Kraftmaschinen 1994 als erste Einrichtung in China mit der Arbeit an Hallantrieben. Ein Prototyp wurde hergestellt und im Labor stabil zum Laufen gebracht. Am 18. März 1999 veranstaltete die damalige Dachgesellschaft für Raumfahrtindustrie in Peking unter der Leitung von Ren Xinmin eine Arbeitstagung zum Thema elektrische Antriebe. Die versammelten Experten kamen zu der Ansicht, dass Hallantriebe eine große Bedeutung für die zukünftige Entwicklung der Weltraumtechnologie in China hätten. Das Shanghaier Forschungsinstitut für Raumfahrt-Kraftmaschinen wurde beauftragt, bei der Entwicklung von Hallantrieben die Führung zu übernehmen und sie zur Einsatzreife zu bringen.
Es dauerte dann jedoch noch rund 10 Jahre, bis Chinas erster praxistauglicher Hallantrieb, der HET-40, zusammen mit dem Ionentriebwerk LIPS-200 des Instituts 510 in den Technologieerprobungssatelliten Shijian 9A eingebaut wurde. Besagter Satellit wurde am 14. Oktober 2012 gestartet, dann wurden ab Dezember 2012 die beiden Triebwerke, von denen jedes eine Schubkraft von 40 mN besaß, für etwa ein Jahr im Orbit getestet, das Ionentriebwerk zur Flugbahnanhebung, der Hallantrieb zur Flugbahnabsenkung. Nach den zur vollsten Zufriedenheit verlaufenen Tests erweiterte das Institut 801 seine Produktpalette. Derzeit stehen folgende Modelle zur Verfügung:
|          | Leistungsaufnahme | Schub            | Spezifischer Impuls | Einsatz                                                         |
| -------- | ----------------- | ---------------- | ------------------- | --------------------------------------------------------------- |
| HET-20   | 400 W             | 20 mN            | 1200 s              | Mikrosatelliten                                                 |
| HET-40   | 680 W             | 40 mN            | 1500 s              | Shijian 9A                                                      |
| HET-80   | 1350 W            | 80 mN            | 1600 s              | Kernmodul Tianhe, Tianwen-2                                     |
| HET-300  | 2,2 kW – 4,5 kW   | 80 mN – 300 mN   | 1600 s – 3000 s     | Geostationäre Satelliten                                        |
| HET-700  | 3 kW – 10 kW      | 100 mN – 700 mN  | 1600 s – 3000 s     | Tiefraumsonden                                                  |
| HET-1500 | 4 kW – 20 kW      | 250 mN – 1500 mN | 1600 s – 3200 s     | Große Tiefraumsonden                                            |
| HET-3000 | 10 kW – 50 kW     | 500 mN – 3000 mN | 1800 s – 3500 s     | Raumtransportsystem für bemannte Marserkundung (in Entwicklung) |

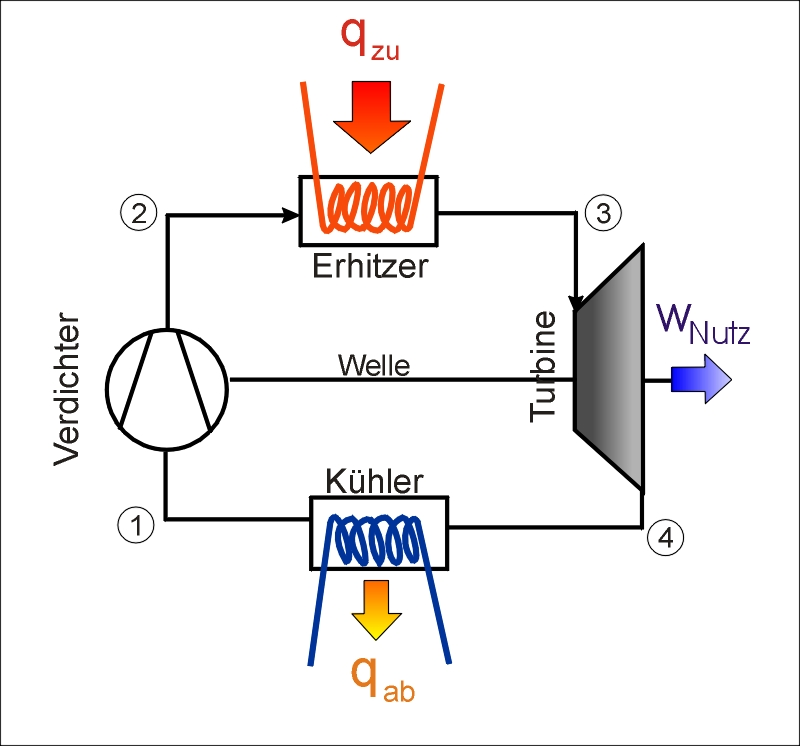
Joule-Kreisprozess

Das bis Ende 2022 am häufigsten eingesetzte Triebwerk war das HET-20. Seit seinem Erstflug 2021 hatte es bis zu diesem Zeitpunkt bereits bei mehr als zehn Satelliten Verwendung gefunden.
Für die Stromversorgung der Halltriebwerke arbeitet das Institut 801 seit 2015 an einem auf dem Joule-Kreisprozess basierenden Konversionssystem. Da man auf diesem Gebiet noch über keine Erfahrung verfügte, wurden von der Akademie für Flüssigkeitsraketentriebwerkstechnik zunächst Doktorarbeiten zu dem Thema vergeben. Nach einigen Jahren hatte man dann rund ein Dutzend Mitarbeiter mit Fachpromotion (专业博士), die sich, unter anderem anhand der bereits existierenden Vorarbeiten in Russland und den USA, intensiv mit der Materie auseinandergesetzt hatten. Das daraufhin in Shanghai entwickelte System liefert mit einer Mischung aus Helium und Xenon als Arbeitsgas und einem Kernreaktor als Wärmequelle – das Institut für Sicherheit der Kernenergie in Hefei entwickelt entsprechende Kleinreaktoren – eine in Stufen regelbare Ausgangsleistung von bis zu 100 kW. Das erhitzte Gas treibt eine Turbine an, die neben dem Verdichter mit ihrer restlichen Achsenleistung einen mit einer Drehzahl von mehr als 10.000/min arbeitenden Generator antreibt. Der Kühler führt die Resthitze über Wärmestrahlung ins Weltall ab. Anfang März 2023 wurde der Konverter auf dem Prüfstand in mehreren Testläufen erfolgreich erprobt.

## HAN-Triebwerke
Da mit Hydrazin betriebene Raketentriebwerke sehr zuverlässig und für alle Zwecke leicht anpassbar sind, werden sie in China seit der Mittelstreckenrakete Dongfeng 3, also seit Mitte der 1960er Jahre, bei vielen militärischen und zivilen Raketentypen eingesetzt. Ein weiterer Vorteil von Hydrazin ist, dass es bei Raumtemperatur lagerfähig ist. Nachteile dieses Treibstoffs sind seine Giftigkeit und dass er stark krebserregend ist. Das macht den Betankungsvorgang kompliziert und teuer – die Techniker müssen Schutzanzüge tragen – außerdem besteht bei Unfällen eine Umweltgefährdung. Daher begann man am Shanghaier Institut für Weltraumantriebe im Jahr 2007 auf Initiative von Lin Qingguo (林庆国), dem damaligen Leiter des Triebwerkslabors, mit der Entwicklung von Triebwerken, die mit dem monergolen Treibstoff Hydroxylamin und Salpetersäure als Katalysator (HAN) arbeiten und eines Tages die Hydrazin-Triebwerke ersetzen könnten.
Als das Institut für Weltraumantriebe 2008 der Akademie für Flüssigkeitsraketentriebwerkstechnik zugeordnet wurde, gestaltete sich die Entwicklungsarbeit insofern einfacher, als das deren Institut 101 in Peking seit den 1990er Jahren an diesem Treibstoff forschte.
Zu den Triebwerken selbst gab es damals jedoch kaum Material, und erst als Lin Qingguo auf den Gedanken kam, die Temperatur im Vorbrenner des Triebwerks zu senken, gelang der Durchbruch. Anfang 2017 erhielt das Institut 801 den Auftrag, innerhalb eines Jahres ein einsatzfähiges HAN-Triebwerk mit einer Schubkraft von 1 N zu entwickeln. In Zusammenarbeit mit der Technischen Universität Ostchinas, wo seit 2008 unter der Leitung von Huang Yongmin (黄永民, * 1973) die chemischen Mechanismen erforscht wurden, die ablaufen, wenn das Hydroxylamin durch den Katalysator zum Zerfall gebracht wird, und dem Institut 101, wo die Prototypen des Triebwerks getestet wurden, gelang es, den Auftrag zu erfüllen. Am 25. Januar 2018 startete der vom Shanghaier Ingenieurbüro für Mikrosatelliten gebaute Nanosatellit Weina 1A mit einer Trägerrakete vom Typ Langer Marsch 2C ins All.
Das in dem Satelliten installierte HAN-Triebwerk erfüllte alle Anforderungen. Dies war der weltweit erste Einsatz eines HAN-Triebwerks im Orbit.
Bis 2019 hatte das Shanghaier Institut für Weltraumantriebe eine ganze Serie von HAN-Triebwerken mit verschiedener Schubkraft im Bereich von 1 N bis 400 N entwickelt, sowohl für Satelliten als auch für Raumschiffe.
Der bekannteste Einsatz dieses Triebwerkstyps ist bei der Rückkehrkapsel des Bemannten Raumschiffs der neuen Generation, wo die 400-N-Triebwerke für die Lageregelung beim Wiedereintritt in die Erdatmosphäre dienen.
Auch das Landemodul der chinesischen Mondlandefähre (载人月面着陆器登月舱) verwendet HAN-Triebwerke des Instituts.
Wenige Wochen nach dem ersten Testflug des Raumschiffs der neuen Generation am 5. Mai 2020 wurde am 29. Mai 2020 erneut ein mit HAN-Triebwerken ausgestatteter Satellit gestartet – der Technologieerprobungssatellit Xinjishu Shiyan-G. Insbesondere bei der  Lage- und Bahnregelung von Satelliten muss das Triebwerk über einen langen Zeitraum viele Male gezündet werden, was besondere Anforderungen an die Wirksamkeit der katalytischen Spaltung des monergolen Treibstoffs über die gesamte Lebensdauer des Raumflugkörpers stellt. Aber auch hier arbeiteten die Triebwerke bei allen Tests einwandfrei.